# Hidroterapija
Hídroterapíja je uporaba vode v medicinski in zdravilski terapiji. Voda je lahko v obliki pare, tekočine ali ledu in se uporablja tako znotraj kot tudi zunaj telesa. Namen terapije je revitalizirati, vzdrževati in povrniti zdravje organizmu. Hidroterapija vključuje savne, parne kopeli, brbotalniki, sedeče kopeli, podvodne masaže, talasoterapije, turške kopeli, …

## Zgodovina
Hidroterapijo so že v zgodovini uporabljale različne kulture. Že v Stari zavezi so omenjene zdravilne moči mineralne vode. Stari Grki so verjeli, da se v vodi skriva esenca življenja. Velik zagovornik hidroterapije je bil bavarski menih Sebastian Kneipp, ki jo je postavil na primeren nivo in postavil temelje, ki povečini držijo še danes.

## Delovanje
Hladna voda deluje stimulirajoče in povzroči vazokonstrikcijo žil v koži ter s tem povečan pretok krvi v notranje organe. Vroča voda deluje relaksirajoče in povzroči vazodilatacijo kožnih žil in pripomore k odstranitvi odpadnih snovi iz organizma. Izmenjujoča uporaba vroče in hladne vode zmanjša vnetne reakcije in stimulira cirkulacijo krvi.

## Uporaba
Rehabilitacija in vadba - vaje, ki se izvajajo pod vodo predstavljajo manjše breme za sklepe. Upor vode pa je uporabljen za hitrejše pridobivanje mišične mase. 
Sedeča kopel - lahko uporabimo hladno ali toplo vodo, nekaterim pa bolj ugaja izmenjujoči tok hladne in tople vode. Vodi lahko dodamo sol, kis ali pa sodo bikarbono. Oseba se vsede v kopel, tako da mu voda sega do bokov. Kopel se uporablja za zmanjšanje bolečine in nelagodja, ki nastopi zaradi hemeroidov, razpok anusa, menstrualnih problemov, cist in polipov.   
Kopel s toplo vodo - prizadeti del telesa namakamo do 30 minut v topli vodi. Vodi lahko dodamo magnezijev sulfat, mineralizirano blato, eterična olja, ingver ali morsko sol. Kopeli s toplo vodo bi naj tudi krepile imunski sistem, poživljale prebavo, pomirjale pljuča in stimulirale um. Usmerjanje curkov tople vode v določene predele telesa lahko blaži glavobole, pomaga pri paralizi, multipli sklerozi in bolezni jeter ter pljuč.
Kolonska terapija - je čiščenje debelega črevesja skozi zadnjično odprtino. Aplicira se voda ali raztopine zeliščnih ekstraktov. Nekateri trdijo, da kolonska terapija lahko pomaga pri zdravljenju črevesnega raka, spet z drugega vidika pa je kolonska terapija lahko nevarna ali celo smrtonosna. 
Savna - za čiščenje telesa se uporablja suha para.
Obveza - obveze se pred uporabo namočijo v hladno ali vročo vodo.
Vroči obkladki - za zdravljenje akutnega kašlja in lajšanje simptomov ter trajanja bronhitisa.

## Varnost
Večina vrst hidroterapije je varnih. Starejši, slabotni ljudje ali otroci lahko pri uporabi vroče vode in savn dehidrirajo. Pri ljudeh z diabetesom, odrevenelostjo ali zaznavnimi problemi lahko ob uporabi vročih obkladkov in obvez pride do blažjih opeklin. Nosečnice in bolniki s srčnimi in pljučnimi boleznimi lahko doživijo nelagodje ob uporabi zelo vroče ali zelo hladne vode. Pri nekaterih pacientih lahko pri uporabi eteričnih olj in zelišč pride do alergijske reakcije.

## Efektivna hidroterapija
Za uspešno hidroterapijo, moramo upoštevati:
1. Za zmanjšanje splošne napetosti v telesu uporabimo kopel s temperaturo 33-35 °C (blizu temperature kože).
2. Uporaba vode s temperaturo 39-41 °C blagodejno deluje pri bolečih mišicah in zmanjševanju bolečin, povezanih s stresnimi stanji v telesu, kot so npr. bolečine v hrbtu (višje temperature vode niso priporočljive, ker lahko pride do hitrega dviga telesne temperature).
3. Po kopeli je priporočljiva uporaba hladnega tuša. To povzroči hitro prekrvavitev celotnega telesa, kot tudi povrnitev energije (podoben efekt tudi pri izmenjujoči uporabi tople in hladne vode).
4. V kopeli ostanemo največ 15-20 minut. Ljudje s povišanim krvnim tlakom in kardiovaskularnimi težavami naj zaradi dviga telesne temperature čas uporabe kopeli skrajšajo.
5. Priporočljiva uporaba kopeli je ob večerih. Študija v Angliji je ugotovila, da so ljudje, ki so se namakali v kopeli pred spanjem, imeli mirnejši in globlji spanec.